# ТВ-13 «Розточчя»
13-й (Львівський) Тактичний відтинок «Розточчя» належав до Військової округи-2 «Буг», групи УПА-Захід. 
Командири: хорунжий «Град» (Маговський Олександр, 03.1945 - †22.09.1945), старший булавний «Тиміш» (Саляк Юліян, 09.1945 - †22.01.1946), старший булавний «Угринович» (10.02.1946 - демобілізація 06.1946). 
- 1-й курінь «Холодноярці» (12.07.1944 - 06.1946) – курінний «Град, Максим Град» (Маговський Олександр, 09.09.1944 - †22.09.1945), курінний «Тиміш» (Саляк Юліян, 09.1945 - †22.01.1946), курінний «Глухий» (Гуль Володимир, 02.1946 - демобілізація 06.1946, †03.1947)
  - Відд. ?? «Холодноярці-1» –  сотенний «Білий» (Пасічний Микола, 06.1944 - 08.1944), сотенний «Сагайдачний» (Боднар Роман, 08.1944 - 11.1944), сотенний «Зенко» (Гуль Володимир, 07.1944 - 09.1945), сотенний «Кобзаренко» (†15.08.1945), сотенний «Мрія» (В... Василь, 09.1945 - 07.1946, †29.04.1947),
  - Відд. ?? «Холодноярці-2» – сотенний «Грізний» (Гринь Михайло, 30.08.1944 - †17.11.1945), сотенний «Женчик», сотенний «Чорнота» (†25.12.1945)
  - Відд. ?? «Холодноярці-3» – сотенний «Летун, Сакра» (Липницький Іван, 30.08.1944 - 11.1944, †12.08.1946), сотенний «Грізний, Гірник» (Гринь Михайло, 07.1945 - 08.1945), сотенний «Дон» (Михайло Березюк або Атанас Дідик, 08.1945 - †09.10.1945), сотенний «Гонта» (Гибляк Григорій, 10.1945 - †04.11.1945, сотенний «Зруб» (Зубчик Володимир, 11.1945 - †22.01.1946), сотенний «Довбня» (12.1945 - †22.01.1946), сотенний «Зорян» (1946)
  - Пвд. особ. признач. ?? «Холодноярці-4» – командир «Даниленко, Кармелюк» (Діжак Роман, 08.1945 - †04.12.1946),
- 2-й курінь «Переяслави» – курінний «Лев» (08.1944 - 06.1945), курінний «Угринович» (†06.1945), курінний «Дністер», курінний «Бриль» (Гамела Ярослав, 10.1945 - 04.1947)
  - Відд. ?? «Переяслави-1» (16.03.1944 - 10.1947) – сотенний «Бриль» (Гамела Ярослав, 10.1945 - †27.06.1947), сотенний «Сагайдачний» (Боднар Роман, 07.1947, рейд на Захід)
  - Відд. ?? «Переяслави-2» – сотенний «Петренко» (Явір Самійло, 11.1944, 03.1945 - 07.1945), сотенний «Гамалія» (09.1945 - 07.1946)
  - Відд. ?? «Переяслави-3» – сотенний «Сян» (†23.08.1945), сотенний «Смирний»